# لينا خميس
لينا خميس (بالإنجليزية: Leena Khamis)‏ (19 يونيو 1986 في أستراليا - ) هي لاعبة كرة قدم أسترالية في مركزي الهجوم والوسط. شاركت مع منتخب أستراليا الوطني لكرة القدم للسيدات تحت 20 سنة ‏ ومنتخب أستراليا لكرة القدم للسيدات. أما مع النوادي، فقد لعبت مع Fortuna Hjørring ‏ وسيدني إف سي ‏.

## وصلات خارجية
- لينا خميس على موقع الاتحاد الدولي (مؤرشف)  (الإنجليزية)
- لينا خميس على موقع الاتحاد الأوربي (الإنجليزية)
- لينا خميس على موقع قاعدة بيانات كرة القدم.إي يو (الإنجليزية)
- لينا خميس على موقع Soccerway.com (الإنجليزية)
- لينا خميس على موقع عالم كرة القدم.نت (الإنجليزية)